# Ercole Rosa

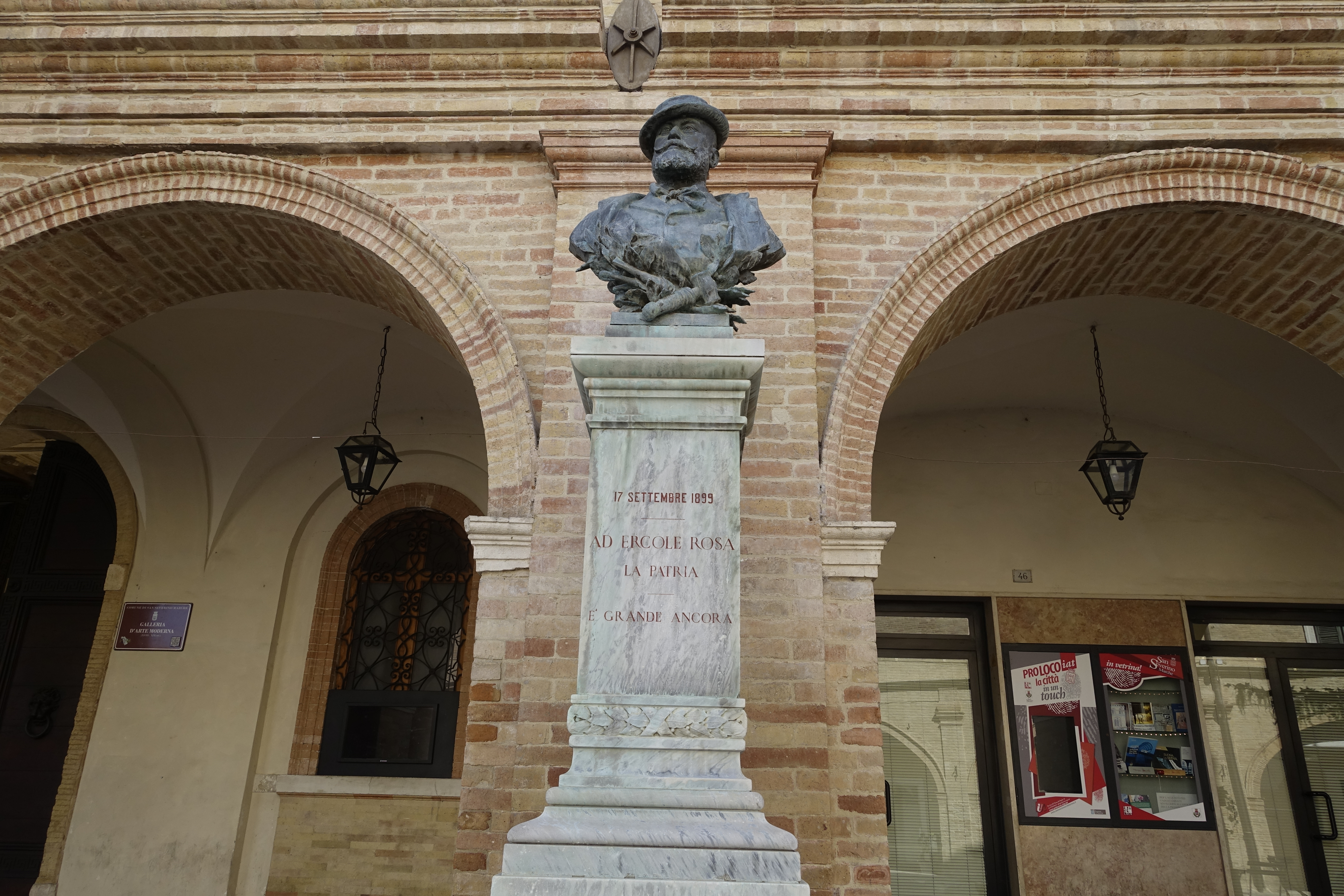
Monumento dedicato ad Ercole Rosa a San Severino Marche

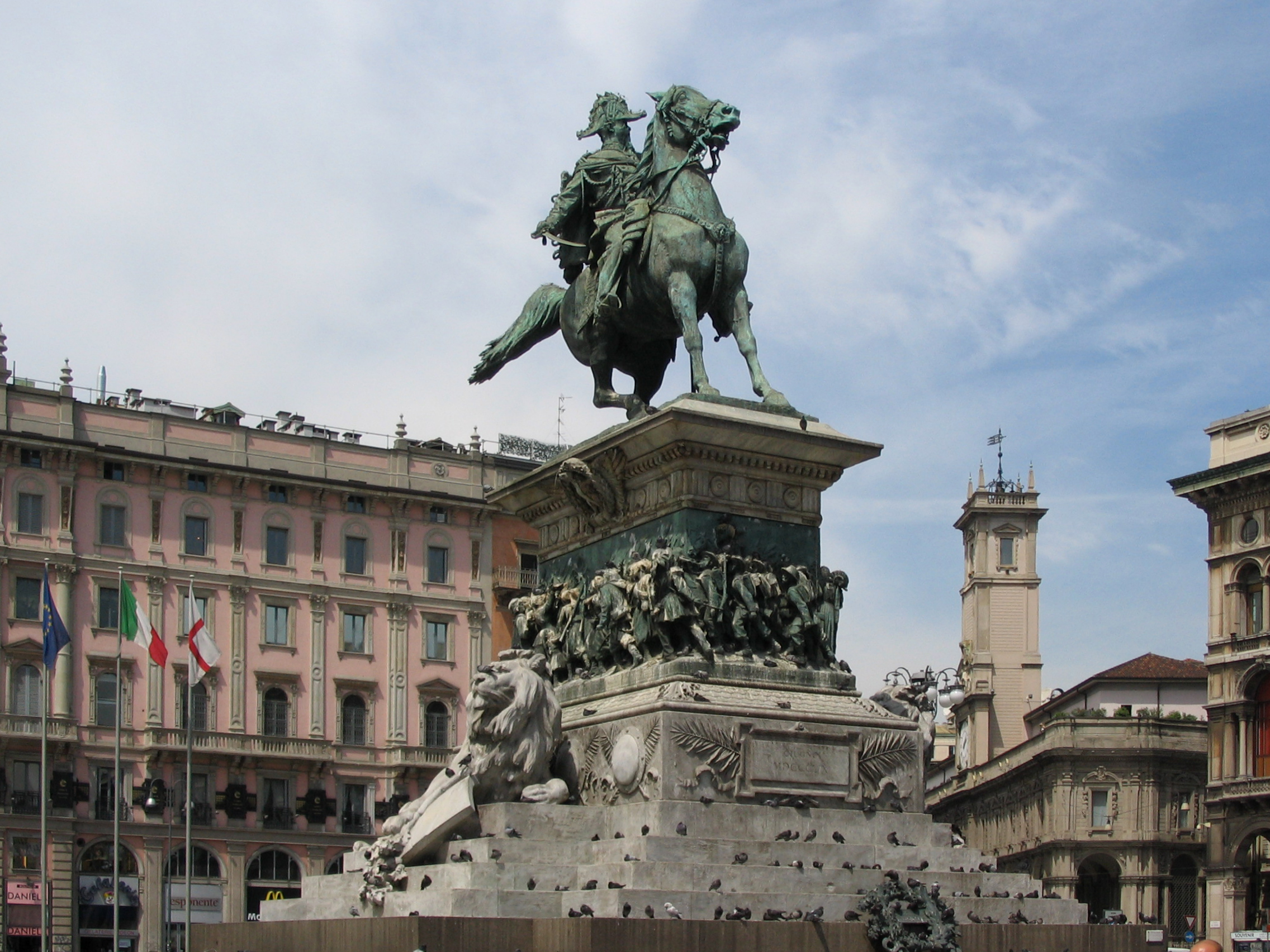
Il monumento a Vittorio Emanuele II in piazza Duomo a Milano, una delle realizzazioni più famose dell'artista.

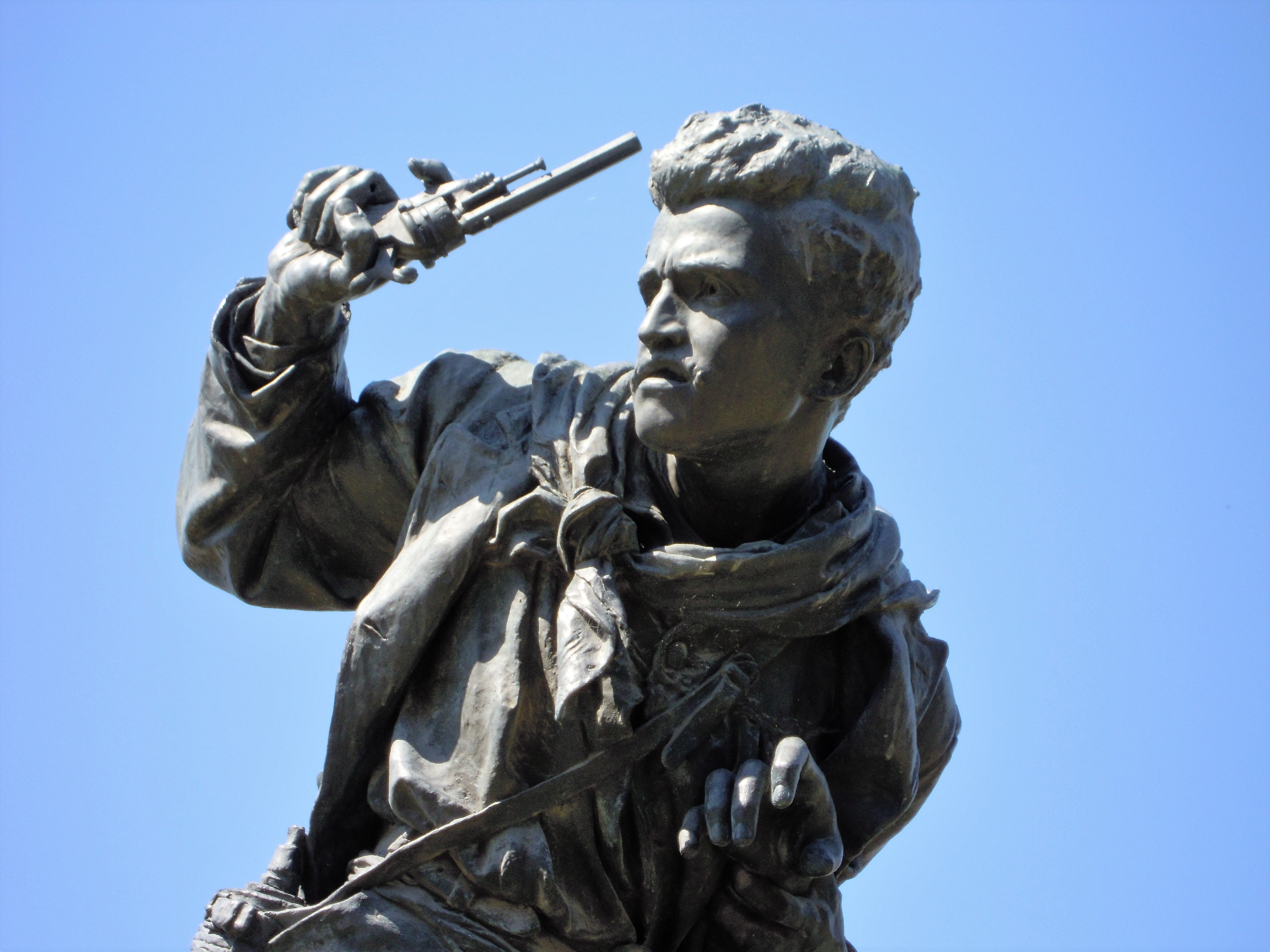
Roma, monumento ai fratelli Cairoli (particolare), al Pincio, lungo Viale della Trinità dei Monti.

Ercole Rosa (San Severino Marche, 13 febbraio 1846 – Roma, 12 ottobre 1893) è stato uno scultore italiano.

## Biografia
Nato a Roma dal padre Antonio, che lì lavorava come scalpellino, e dalla madre Blandina Gabrielli, entrambi di San Severino Marche, fin da bambino dovette contribuire al sostentamento della famiglia modellando figurine in terracotta che, una volta cotte, dipingeva e vendeva. Questa sua predisposizione all'arte indusse il Vescovo di San Severino, Francesco Mazzuoli, dove la famiglia era tornata ad abitare, a trovare al Rosa una sistemazione presso l'Ospizio di San Michele a Roma di cui il Vescovo pagò la retta di 3 scudi al mese. Rimase in questo ospizio per alcuni anni frequentando contemporaneamente l'Accademia di San Luca. Nel 1861 l'ospizio venne chiuso e il Rosa, quindicenne, decise di rimanere a Roma mantendendosi con i soli 3 scudi che il Vescovo volle continuare ad elargigli. I seguenti furono anni duri durante i quali il Rosa lavorò il marmo negli studi di diversi scultori e modellando piccole copie di statue antiche per i fonditori.
Nel 1867, tornando dal campo di battaglia di Mentana, concepì la prima idea del Gruppo dei fratelli Cairoli che poté concludere solo nel 1873 e che espose alla Mostra di belle Arti di Roma. Il gruppo ebbe grande successo di critica, fu acquistato dal Municipio, fuso in bronzo presso la Fonderia Romana di Alessandro Nelli e collocato nei giardini del Pincio.
Questa realizzazione lo consacrò, garantendogli larga fama e buona visibilità, tanto da essere promosso a direttore dell'Accademia di Belle Arti. In seguito si aggiudicò il concorso per la realizzazione del Monumento a Vittorio Emanuele II in piazza Duomo a Milano, a cui il Rosa lavorò per oltre dodici anni senza vederlo terminato: il monumento venne infatti inaugurato il 24 giugno 1896, due anni e mezzo dopo la scomparsa dello scultore.
Fra le altre opere che lasciò si contano le grandi statue decorative del frontone del Palazzo delle Finanze di Roma, la Diana cacciatrice e il busto colossale di Alessandro Manzoni nella Galleria nazionale d'arte moderna e contemporanea di Roma; il Busto di Bartolomeo Eustachi eseguito per il Municipio di San Severino; il busto di Nicola Fabrizi e di Garibaldi, modellato dal vivo; numerosi busti, statue e piccole sculture, alcune delle quali conservate nella Galleria d'Arte Moderna di Milano e nella Pinacoteca Civica di Ascoli Piceno.
Morì a Roma a 47 anni dopo una breve malattia contratta a Milano.
Parte della sua corrispondenza e dei suoi disegni è attualmente conservata presso la Biblioteca di Archeologia e di Storia dell'arte di Roma.